# Nord SS.11

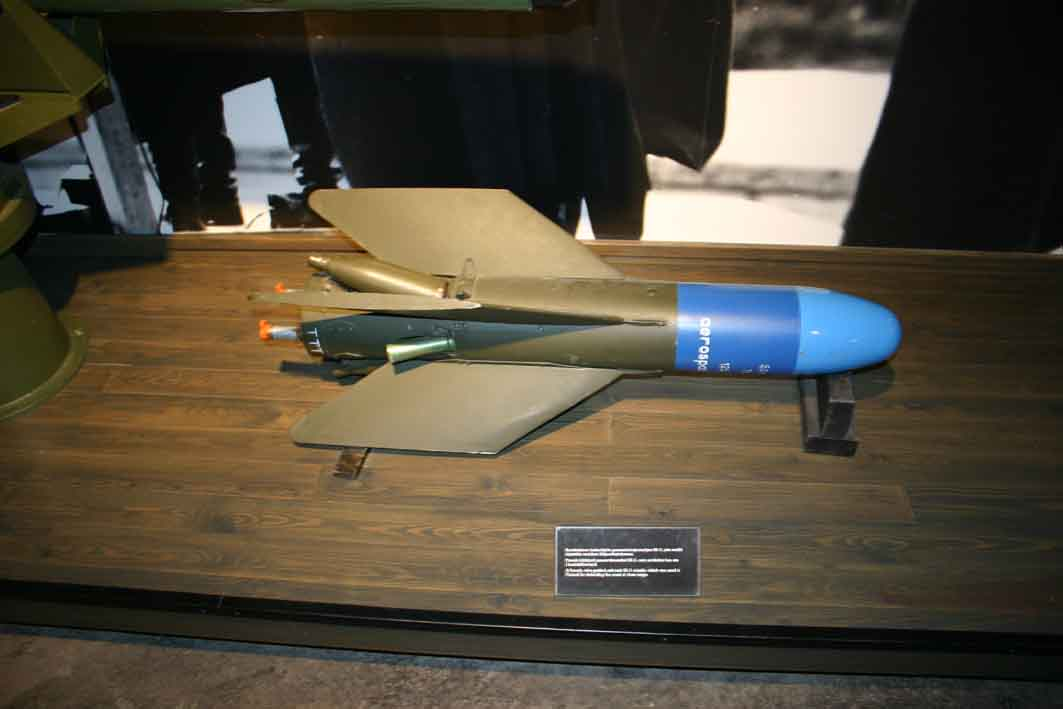
Nord SS.11 w wersji z głowicą burzącą

Nord SS.11 – francuski przeciwpancerny pocisk kierowany skonstruowany w połowie lat 50. XX wieku. poza podstawową wersja z głowicą kumulacyjną produkowany także w wersji z głowicą odłamkowo-burzącą. Używany przez armie kilkudziesięciu krajów świata, w tym amerykańską (pod desygnatą AGM-22). Produkowany do lat 80. XX wieku. Pocisk przestarzały, do 1995 roku wycofany z uzbrojenia przez prawie wszystkich użytkowników.
SS.11 był kierowany ręcznie przy pomocy komend przesyłanych droga przewodową. Po odpaleniu pocisku operator uzbrojenia starał się utrzymywać w celowniku cel, pocisk, oraz znacznik w celowniku (tzw. metoda trzech punktów). W związku z tym nawet w przypadku dobrze wyszkolonego operatora prawdopodobieństwo trafienia pociskiem było niskie. SS.11 był wystrzeliwany z wyrzutni przenośnych, montowanych na pojazdach  oraz śmigłowcach.

## Dane taktyczno-techniczne
- Masa pocisku: 29,9 kg
- Średnica kadłuba: 165 mm
- Rozpiętość stateczników: 495 mm
- Długość: 1201 mm
- Donośność: 500-3000m
- Przebijalność pancerza: 685 mm